# Oizumi Daiki
Daiki Oizumi (sinh ngày 30 tháng 6 năm 1989) là một cầu thủ bóng đá người Nhật Bản.

## Sự nghiệp câu lạc bộ
Daiki Oizumi đã từng chơi cho FC Gifu.